# Pär Gerell
Pär Håkan Gerell (Växjö, 23 juni 1982) is een Zweedse voormalig professioneel tafeltennisser. Hij speelde linkshandig met de shakehandgreep.
In 2008 (Peking), 2012 (Londen), 2016 (Rio de Janeiro) nam hij deel aan de Olympische spelen. Hij won geen medailles.

## Belangrijkste resultaten
- Zilver met het team op de Europese kampioenschappen 2011
- Brons in het mannen dubbelspel op de Europese kampioenschappen 2010 met Jens Lundqvist
- Brons met het team op de Europese kampioenschappen 2014
- Brons in het enkelspel op de Europese kampioenschappen 2015